# Recerca suprimida a la Unió Soviètica
La Recerca suprimida a la Unió Soviètica es refereix als camps científics que van ser prohibits a la Unió Soviètica, habitualment per motius ideològics. Les ciències i les humanitats van ser posades sota un estricte escrutini ideològic a la Unió Soviètica. Tota recerca havia de trobar-se sota la filosofia del materialisme dialèctic. Totes les ciències humanístiques i socials van ser a més examinades perquè acordessin estrictament amb el materialisme històric. Aquestes proves van ser justificades per servir com a cobertura per a la supressió política, per atemorir els científics que treballaven en recerques etiquetades com a "idealístiques" o "burgeses".
En diversos casos les conseqüències de les influències van ser dramàtiques. La supressió de la recerca començà sota Stalin i continuà després del seu règim.

## Política
Certs camps científics van ser suprimits a la Unió Soviètica principalment després d'haver estat etiquetats com a ideològicament incorrectes.
En diversos moments de la història soviètica diverses àrees de recerca van ser declarades com a pseudociències burgeses sobre bases ideològiques, sent el cas més notable l'estudi de la genètica i de la cibernètica. La seva prohibició va ser un llast per a la ciència i l'economia soviètica. Els científics soviètics mai no van guanyar un Premi Nobel de Medicina o un Premi Turing (en comparació, van rebre 7 Nobels de Física). Aquest és un dels motius pels quals la Unió Soviètica ha quedar històricament endarrerida en els camps dels ordinadors, la microelectrònica i la biotecnologia.
La recerca que no estava prohibida sovint es trobava subjecte a la pressió política per conformar certes escoles de ciència com a "progressives".
A més, la investigació estava subjecta a la censura. Així doncs, els científics i investigadors no podien accedir a les publicacions i a la recerca dels científics occidentals, o als considerats políticament incorrectes; i l'accés a molts altres treballs estava restringit. La seva pròpia recerca sovint era censurada, es prohibí a diversos científics que publiquessin, i molts van patir greus retards o van haver d'acceptar que els seus treballs fossin publicats en publicacions tancades, a les quals l'accés estava significadament restringit.

## ElLlibre Negrede la ciència soviètica

### Biologia
A mitjans de 1930 l'agrònom Trofim Lissenko començà una campanya contra la genètica, rebent el suport de Stalin. Entre 1934 i 1940 molts genetistes van ser executats (incloent-hi a Agol, a Levit i a Nadson) o enviats a camps de treball (com succeí al genetista soviètic més conegut, Nikolai Vavílov, qui morí a la presó el 1943). La genètica va ser anomenada la "meuca del capitalisme" (продажная девка капитализма) i estigmatitzada com una ciència feixista, insinuant la seva proximitat amb l'eugenèsia, popular a l'Alemanya Nazi. Si la connexió de la genètica no fos prou, la genètica mendeliana enutjà a Stalin en particular car el seu fundador, Gregor Mendel, era prevere, un fet que era una bufetada a la cara de l'ateisme i l'antiteisme oficial soviètic
Malgrat això, alguns genetistes van sobreviure i continuaren treballant en la genètica, tot i el perill.
El 1948 la genètica va ser oficialment declarada com a "pseudociència burgesa"; tots els genetistes van ser acomiadats del seu treballs (alguns dels quals van ser detinguts), i tota la recerca va ser abandonada. El tabú sobre la genètica continuà fins i tot després de la mort de Stalin. No va ser fins a mitjans dels anys 60 quan es tornà a animar aquest camp d'investigació.
La teoria d'Ivan Pàvlov sobre la funció nerviosa superior va emprar-se per denunciar la influència occidental en psicologia. El 1950, el govern soviètic organitzà la Sessió Científica Conjunta de l'Acadèmia Soviètica de Ciències i de l'Acadèmia Soviètica de les Ciències Mèdiques, l'anomenada "Sessió Pavloviana". Diversos fisiòlegs preeminents soviètics (L.A. Orbeli, P.K. Anokhin, A.D. Speransky, I.S. Beritashvily) van ser atacats per desviar-se dels ensenyaments de Pàvlov. Com a conseqüència de la sessió pavloviana, els fisiòlegs soviètics van ser obligats a acceptar una ideologia dogmàtica; la qualitat de la recerca fisiològica quedà deteriorada i la fisiologia soviètica va excloure's a si mateixa de la comunitat científica internacional.

### Química
El 1951 es realitzà una temptativa per reformar la química orgànica segons l'esperit del lisenkoisme. El culpable va ser la teoria de les ressonàncies estructurals per Linus Pauling, declarada "idealística" (des que parla sobre la "ressonància" d'estructures moleculars no-existents). La víctima planejada va ser el Departament de Química de la Universitat Estatal de Moscou, que realitzà dita recerca. Al juny de 1951 se celebrà la Conferència de la Unió sobre l'Estat de la Teoria de la Composició Química a la Química Orgànica, on la teoria de la ressonància va ser declarada com pseudociència burgesa, enviant-se l'informe corresponent a Stalin.

### Cibernètica
La cibernètica també va ser etiquetada com una pseudociència burgesa "equiparant processos mecànics de la naturalesa, la societat i a sistemes tècnics, i estant en contra de la dialèctica materialística i de la fisiologia científica moderna desenvolupada per Ivan Pàvlov". Una descripció encara més radical va ser "la meuca mercantil de l'imperialisme global". Igual que succeïa amb la genètica, el tabú continuà bastants anys després de la mort de Stalin, però finalment serví com a punt de trobada per la desestanilització de la ciència soviètica. El significat simbòlic de la cibernètica a la reforma de la ciència soviètica després de Stalin, així com la seva posició com a etiquetada per la recerca interdisciplinària, les consideracions per la popularitat del subjecte a la Unió Soviètica declinà com un camp distintiu de recerca a l'Oest. En suprimir la cibernètica, Stalin va ser discutiblement responsable pel seu dramàtic creixement després de la seva mort.

### Història
La historiografia (la manera com era i s'escrivia la història pels estudiosos soviètics) va ser significativament influenciada pel control estricte de les autoritats, animada per la propaganda de la ideologia comunista i el poder soviètic.
| « | Els historiadors són perillosos i capaços de capgirar-ho tot. Han de ser controlats.Nikita Khrusxov, Primer Secretari del PCUS, 1956. | » |

Des de finals de la dècada de 1930, la historiografia soviètica amenaçà la línia del partit i la realitat era una i la mateixa. Així, si era una ciència, era una ciència en servei d'una agenda específica política i ideològica, emprant habitualment el revisionisme històric. Durant els anys 30 van tancar-se els arxius històrics i la recerca original va quedar seriosament restringida. Els historiadors havien d'amanir els seus treballs amb referències –apropiades o no- a Stalin i a d'altres "clàssics Marxistes-Leninistes", i passar el judici –com era prescrit pel Partit- sobre les figures històriques russes.
Molts treballs d'historiadors occidentals van ser censurats, moltes àrees de la història també van ser prohibides per a la recerca car, oficialment, mai no havien tingut lloc. Les traduccions de la historiografia estrangera sovint es realitzaven de forma truncada, així com molt censurades i amb nombroses notes a peu de pàgina correctives. Per exemple, a la traducció de la "Història de la Segona Guerra Mundial" de Basil Liddell Hart, de 1976, les purgues d'oficials de l'Exèrcit Roig durant la preguerra, els protocols secrets del Pacte Ribbentrop-Molotov, molts detalls de la Guerra d'Hivern, l'ocupació dels Estats Bàltics, l'ocupació soviètica de Bessaràbia i Bucovina septentrional, l'ajuda Aliada a la Unió Soviètica durant la guerra, molts esforços aliats, els errors i fracassos de lideratge soviètics, les crítiques vers la Unió Soviètica i contingut divers més va ser censurat.

### Lingüística
A inicis del mandat de Stalin, la figura dominant a la lingüística soviètica era Nikolai Iakovlevitx Marr, qui afirmava que el llenguatge és una construcció de classe i que l'estructura del llenguatge està determinada per l'estructura econòmica de la societat. Stalin, qui havia escrit prèviament havia escrit sobre el llenguatge com a Comissari del Poble per a les Nacionalitats, llegí una carta d'Arnold Txikobava criticant la teoria. "Va convocar a Txikobava a un sopar que s'estengué de les 9 de la nit a les 7 del matí prenent notes diligentment Així va esgarrapar suficient de les qüestions subjacents per oposar-se coherentment a aquest formalisme marxista simplista, acabant amb el domini ideològic de Marr sobre la lingüística soviètica. El treball principal de Stalin en aquest camp va ser un petit assaig, "Marxisme i Qüestions Lingüístiques" Tot i que no hi va haver grans contribucions teòriques o idees noves, tampoc van haver errors aparents en l'enteniment de la lingüística per part de Stalin; la seva influència defensable donà seguretat a la lingüística soviètica de la mena d'ideologia que dominà la genètica.

### Pedologia
Pedology va ser un popular camp de recerca sobre la base de nombrosos orfanats creats després de la Guerra Civil Russa. La pedologia soviètica era una combinació de la pedagogia i psicologia del desenvolupament humà, que descansaven molt sobre diversos tests. Va ser oficialment prohibida el 1936 després d'un decret especial del Comitè Central VKP(b) Sobre les Perversions Pedològiques al Sistema Narkompros del 4 de juliol de 1936.

### Filosofia
La recerca filosòfica a la Unió Soviètica va quedar oficialment confinada al pensament marxista-leninista, que era la base teòrica de la veritat filosòfica última i objectiva. Durant les dècades de 1920 i 1930 d'altres tendències de pensament rus van patir la repressió (molts filòsofs van haver d'emigrar, mentre que d'altres van ser expulsats). Stalin publicà un decret el 1931 identificant el materialisme dialèctic amb el marxisme-leninisme, convertint-lo en la filosofia oficial que havia d'enfortir-se als països comunistes i, mitjançant el Comintern, en la majoria dels partits comunistes.
Després de l'ús tradicional a la Segona Internacional, els opositors van ser etiquetats com a revisionistes. Des de l'inici del règim bolxevic, l'objectiu de la filosofia oficial soviètica (que era matèria obligatòria d'ensenyament a tots els cursos) era la justificació teòrica de les idees comunistes. Per aquest motiu, els sovietologistes, dels quals els més famosos van ser Józef Maria Bocheński i Gustav Wetter, han afirmat sovint que la filosofia soviètica estava propera al dogma. Però des de la Revolució d'Octubre de 1917, va ser marcat per les lluites tant filosòfiques com polítiques, que cridava a la qüestió a qualsevol lectura monolítica. Evald Vasilevitx Ilienkov va ser un dels principals filòsofs de la dècada de 1960, que revisà els debats de la dècada de 1920 entre els "mecanicistes" i els "dialèctics" a Dialèctica i Metafísica del Positivisme Leninista (1979). Durant les dècades de 1960 i 70 les filosofies occidentals, incloent-hi la filosofia analítica i l'empiricisme lògica començaren a fer-se lloc al pensament soviètic.

### Física
A finals de la dècada de 1940, alguns camps de la física, especialment la mecànica quàntica, així com la relativitat van ser criticades per l'idealisme. Alguns físics soviètics, com K. V. Nikolskij i D. Blokhintzev, desenvoluparen una versió de la interpretació estadística de la mecànica quàntica, que s'apreciava com més propera als principis del materialisme dialèctic. Malgrat tot i que inicialment estava planejat, aquest procés no va arribar fins al punt de definir una versió "ideològicament correcta" de la física i purgant aquells científics que es negaren a conformar-la, a causa que es reconegué com a potencialment massa nociu pel programa nuclear soviètic.

### Semiòtica i estructures lingüístiques
Per tal d'evitar la pressió ideològica a les dècades de 1960-70 sobre les "tendències formals en lingüística", els investigadors semiòtics soviètics introduïren un sinònim obscur, la "teoria de sistemes de modelatge secundaris" ("вторичные моделирующие системы"), el llenguatge sent el "sistema primari de modelatge".

### Sociologia
Després de la Revolució Russa, la sociologia va ser gradualment "polititzada, bolxevitzada i, posteriorment, estalinitzada. Entre les dècades de 1930 i 1950 la disciplina virtualment deixà d'existir a la Unió Soviètica. Fins i tot a l'època on es permetia practicar-la, i no substituïda per la filosofia marxista, era pràcticament dominat pel pensament marxista; ací, la sociologia a la Unió Soviètica i tot el Bloc Oriental representà, per a una extensió significativa, només una branca de la sociologia: la sociologia marxista. Amb la mort de Stalin i el XX Congrés del Partit el 1956, les restriccions sobre la recerca sociològica van relaxar-se, i finalment, després del XXIII Congrés de 1966, la sociologia a la Unió Soviètica va ser reconeguda de nou oficialment com una branca acceptable de la ciència.

### Estadística
"Xifres astutes". Aquesta és la traducció d'un article ("Lukavaya Tsifra") àmpliament citat pel periodista Vasili Seliunin i l'economista Grigori Khanin a "Novi Mir", Febrer 1987, #2: 181-202
La qualitat (precisió i fiabilitat) de les dades publicades a la Unió Soviètica i emprades a la recerca històrica és una altra qüestió observada per diversos sovietòlegs. Els teòrics marxistes del Partit consideraven l'estadística com una ciència social; d'ací que moltes aplicacions de l'estadística matemàtica van ser retallades, particularment durant l'època de Stalin. Sota la planificació central no podia succeir res per accident. La Llei dels grans nombres de la idea de la desviació a l'atzar va ser declarada com una "teoria falsa". Els diaris estadístics i els departaments de les universitats van ser clausurats, i estadístics de renom mundial com Andrei Kolmogórov o Eugen Slutski van abandonar la recerca estadística.
Com succeïa en tota la historiografia soviètica, la fiabilitat de les dades estadístiques soviètiques variaren de període a període. La primera dècada revolucionària i el període de la dictadura de Stalin són molt problemàtiques per la fiabilitat estadística; entre 1936 i 1956 es van publicar molt poques dades estadístiques. La confiança de les dades millorà després de 1956 quan es publicaren algunes dades perdudes i diversos experts soviètics publicaren algunes dades ajustades del període estalinista, tot i que la qualitat de la documentació s'havia deteriorat.
Si bé a vegades les dades útils en la recerca històrica poden haver estat completament "inventades" per les autoritats soviètiques, hi ha poques proves que la majoria d'estadístiques fossin afectades per la falsificació o la inserció de dades falses amb la intenció de confondre els països occidentals. Les dades, però, van ser falsejades tant durant l'enquesta (per les autoritats locals que podrien ser jutjats per les autoritats centrals basades en si les seves xifres s'ajustaven les previsions de l'economia central) i per la propaganda interna, amb l'objectiu de mostrar l'estat soviètic de la manera més positiva possible per als seus propis ciutadans. Malgrat això la política de no publicar (o simplement de no recollir) les dades va ser considerat com a inconvenient per diversos motius que eren molt més habituals que la simple falsificació; així hi havia diversos escletxes a les dades estadístiques soviètiques. La documentació inadequada o deficitària de gran part de les dades estadístiques soviètiques és també un problema significatiu.